# Histiotus montanus
Histiotus montanus is een zoogdier uit de familie van de gladneuzen (Vespertilionidae). De wetenschappelijke naam van de soort werd voor het eerst geldig gepubliceerd door Philippi & Landbeck in 1861.

## Voorkomen
De soort komt voor in Colombia, Ecuador, Uruguay, Peru, Bolivia, Argentinië en Chili.